# Smilax tamnoides
Smilax tamnoides là một loài thực vật có hoa trong họ Smilacaceae. Loài này được L. miêu tả khoa học đầu tiên năm 1753.